# Marcellaz
Marcellaz – miejscowość i gmina we Francji, w regionie Owernia-Rodan-Alpy, w departamencie Górna Sabaudia.
Według danych na rok 1999 gminę zamieszkiwało 695 osób, a gęstość zaludnienia wynosiła 167 osób/km² (wśród 2880 gmin regionu Rodan-Alpy Marcellaz plasuje się na 1130. miejscu pod względem liczby ludności, natomiast pod względem powierzchni na miejscu 1576.).

## Galeria

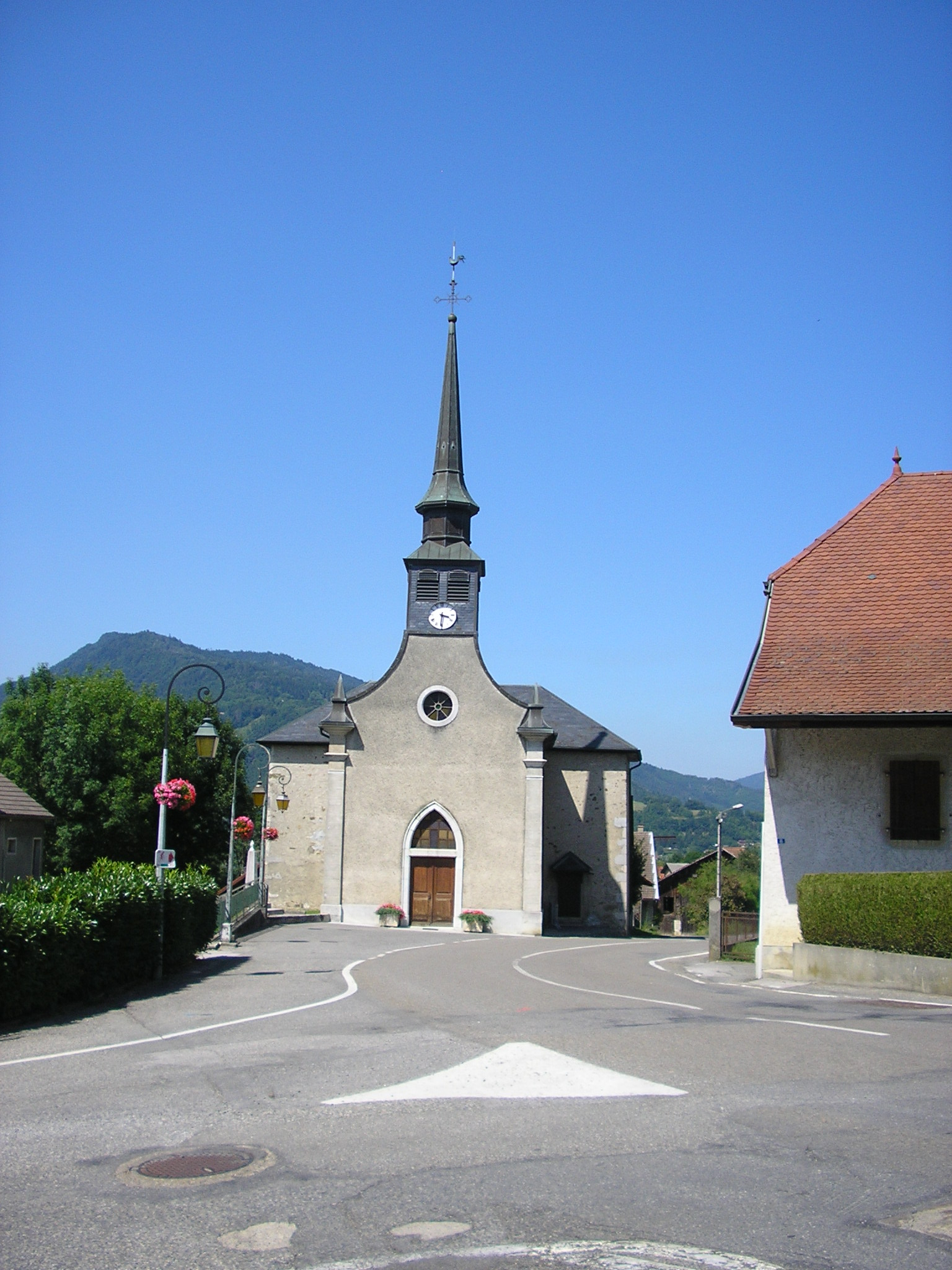
Kościół (2009)
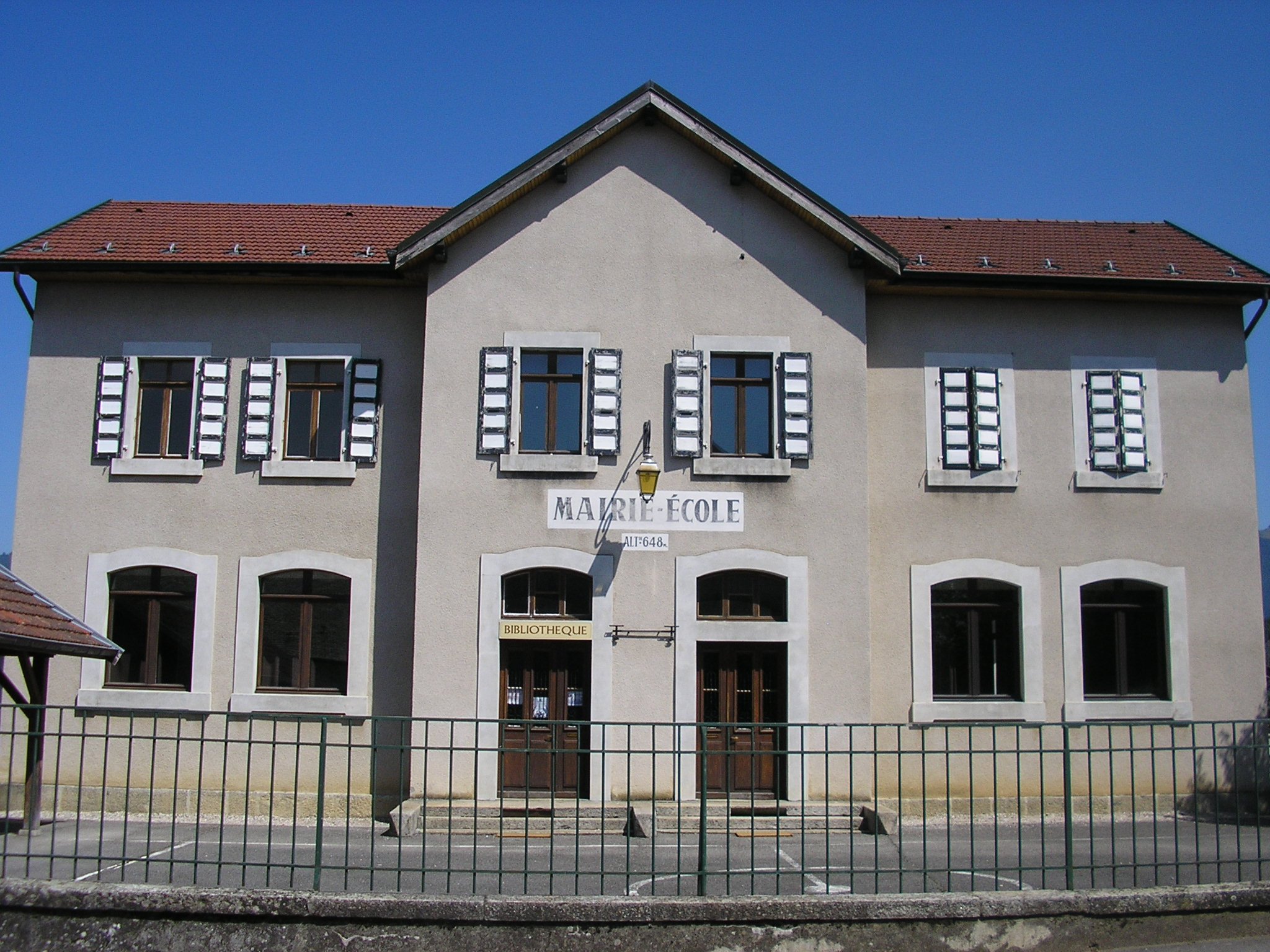
Ratusz, szkoła, biblioteka (2009)